# Венсан Олександр Олександрович
Олександр Олександрович Венсан (11 серпня 1871, Санкт-Петербург — 5 квітня 1940, Ленінград) — російський та радянський архітектор, професор архітектури. Автор багатьох значущих проектів, нині це об'єкти культурної спадщини . Працював у Санкт-Петербурзі, Харкові, Севастополі. Професор архітектури, член Спілки архітекторів СРСР .

## Походження
Предки архітектора приїхали до Росії в середині 19 століття. Батько Альфонс Гекторович Венсан (1844—14 липня 1888). Закінчив у Санкт-Петербурзі Імператорську Академію Мистецтв у 1870 році. Класний художник 2-го ступеня. У 1871 році Альфонс влаштовується архітектором на службу в Удільне відомство маєтку «Лівадія» в Ялті. Наглядав над будівництвом палацу «Ереклік» на околицях Ялти, спроектував церкву Вознесіння в Лівадії. У 1877 Альфонс отримав звання класного художника архітектури 1-го ступеня. З 1879 по 1882 — архітектор Московської удільної контори. У 1883 році А. Г. Венсан переходить у православ'я та хреститься Олександром. У 1884 році призначається наглядачем храму Христа Спасителя в Москві. Мав чин колезького асесора. Мати — Антоніна Петрівна .

## Життєпис
Народився у Санкт-Петербурзі 11 серпня 1871 року. Після закінчення гімназії вступив до Інституту цивільних інженерів імператора Миколи I . Закінчив його у 1897 році з правом на чин 10 класу та працював у Школі десятників у будівельній справі. Відбував військову службу у Чернігові до осені 1898 року як будівельник при морській будівельній частині при Морському міністерстві. Йде в запас із військовим званням унтер-офіцер та посадою інженера-конструктора. З 1899 року залучається Комітетом з відновлення та створення пам'яток Севастопольської оборони 1854—1855 рр. до створення пам'ятників на місцях битв Кримської війни . З 1901 року викладає в Санкт-Петербурзькому практичному технологічному інституті .

### Цивільні проекти
У Санкт-Петербурзі разом з Л. П. Шишком він займається розробкою проектів: школи при Адміралтейських Іжорських заводах (побудована в 1895—1901 роках).
Проектує прибутковий будинок Олександро-Невської лаври.
За його проектом (разом з С. В. Рубановим) у 1902 р. починається будівництво будинку № 21 на вулиці Підковирова у стилі еклектики.
В цей же час зробив проєкт Народного Дому в Харкові. Будівництво ведеться на гроші, що були зібрані мешканцями міста. Будівництво було закінчено 2 лютого 1903 р. Будинок-палац розташовувався на Корсиківській вулиці та належав Товариству розповсюдження грамотності. Він мав два зали та бібліотеку-читальню. Будівля не збереглася, знесена в 1931 після пожежі, на її місці знаходиться Будинок культури електромеханічного заводу .
15 січня 1903 року був затверджений в чині колезького асесора. У січні 1908 р. за вислугою років став надвірним радником. У 1913 призначений на посаду молодшого помічника — Інспектора інституту Цивільних Інженерів Імператора Миколи I, і з 15 червня того ж року — колезький радник .

### Будівництво Морського Кадетського корпусу
Починаючи з 1913 працював над конкурсним проектом Морського Кадетського корпусу в Севастополі. У 1914 році його проект переміг у конкурсі, і він отримав звання Професор архітектури, яке щорічно присвоювалося Імператорською Академією Мистецтв . З початком Першої світової війни 14 серпня 1914 року був призваний із запасу і за розпорядженням направлений до міста Севастополь на посаду будівельника Севастопольського військового порту. 20 листопада 1914 року Морське відомство запросило його до на посаду Головного будівельника будівлі Морського Кадетського корпусу. З цього моменту Венсан у Севастополі, у розпорядженні Головного будівельника севастопольського військового порту Чорного моря. Під його контролем ведеться розчищення верхнього плато біля бухти Голландія, вибір та закупівля матеріалів для будівництва .
Проект вписаний в панораму міста так, що видно майже з усіх точок бухти. 23 червня 1915 р. відбулася урочиста церемонія закладання фундаменту комплексу. 26 жовтня цього ж року імператор Микола II підписує «Положення про Севастопольський Морський Кадетський корпус». З весни 1916 року розпочався набір абітурієнтів до класів МКК. 5 жовтня 1916 р. відбулося офіційне відкриття Морського Його Імператорського Високості Спадкоємця Цесаревича Кадетського корпусу. Тимчасово кадети та офіцери корпусу проживали в офіцерських флігелях, які також спроектували Венсан. Частина з цих будівель збереглася до наших днів, але перебудована після пошкоджень у роки німецько-радянської війни. Перша світова війна та Жовтнева революція не дозволили закінчити розпочате будівництво, й у 1917 року недобудований навчальний корпус було законсервовано. Венсан залишився у Севастополі та працював в Інженерному відділі Чорноморського флоту. У 1920 р. за П. М. Врангеля було вирішено добудувати Головний корпус будівлі. Для переробки креслень внутрішніх приміщень було запрошено Венсана, який з новою енергією став до роботи . Зі встановленням радянської влади будівництво Морського корпусу надовго припинилося. Будівлю було повністю добудовано лише у 1960 р. як головний корпус Севастопольського вищого військово-морського інженерного училища.

### У СРСР
У 1927 р. Венсан активно входить у роботу з відновлення Севастополя від наслідків Кримських землетрусів .
У 1929 призначений Головним архітектором Управління берегового будівництва Морських сил Чорноморського флоту. У 30-х роках ним була спроектована дача Командувача Чорноморського флоту І. К. Кожанова в Алсу під Севастополем. Будівля збереглася до нашого часу.
У 1933 брав участь в архітектурному оформленні будівлі водної станції «Динамо» на Миколаївському мису Севастопольської бухти за проектом М. І. Долгополова.
У 1935 році була створена Севастопольська організація Спілки архітекторів СРСР . Її членами стали А. А. Венсан, Л. Л. Єгорова, А. Г. Коган, Н. Г. Корюхін, Ст Н. Мантицький, Л. В. Плахов, М. А. Садовський. Вони брали активну участь у проектуванні та забудові довоєнного міста .

У 1939 році Венсан поїхав через хворобу з Севастополя до Ленінграду. 5 квітня 1940 року він помер і був похований на Волковому цвинтарі Ленінграда .

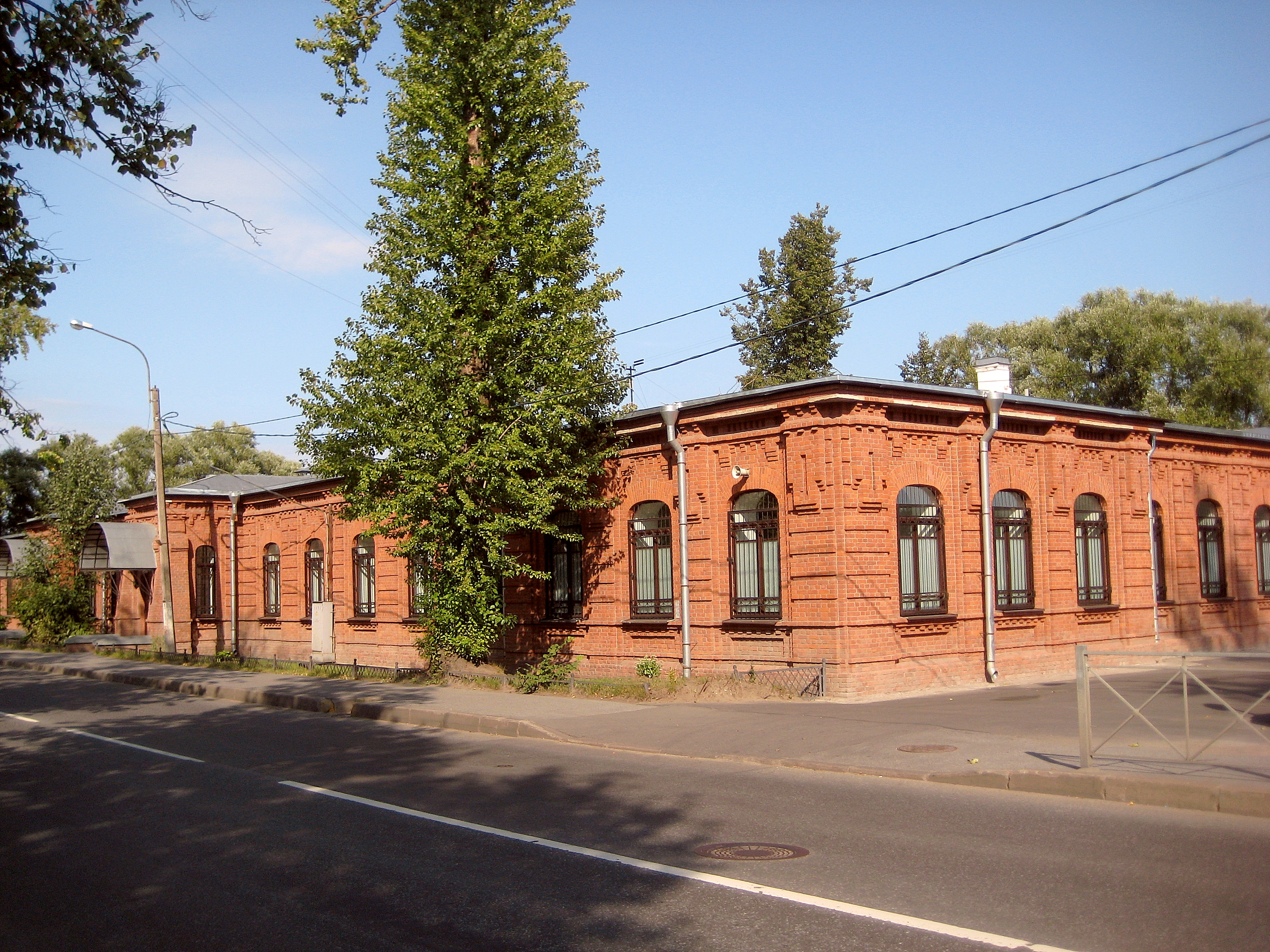
Школа Адміралтейських Іжорських заводів, спільно з Л. П. Шишком, 1895–1901: Адміралтейська вулиця, 2.Колпіно
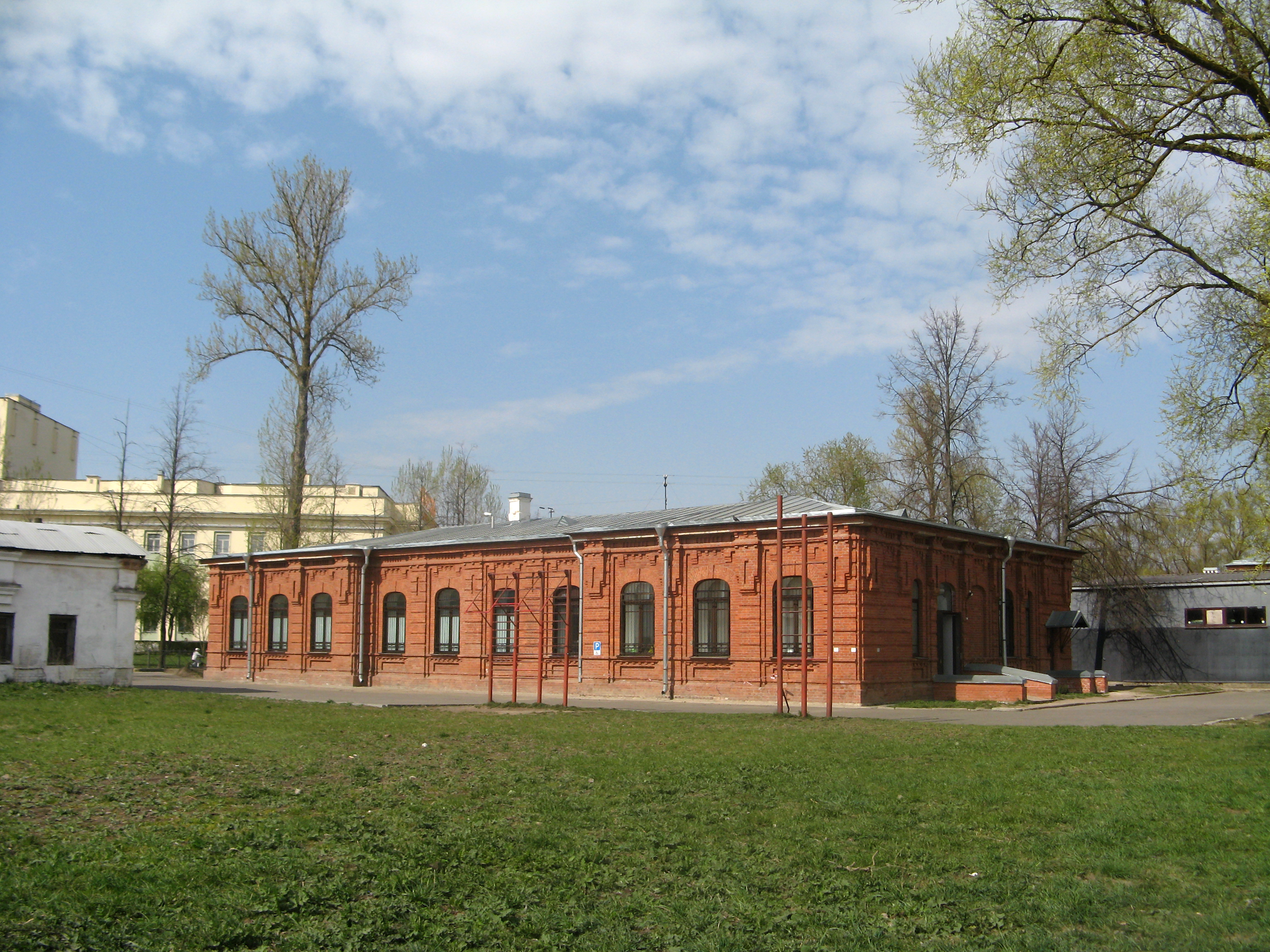
Задній фасад
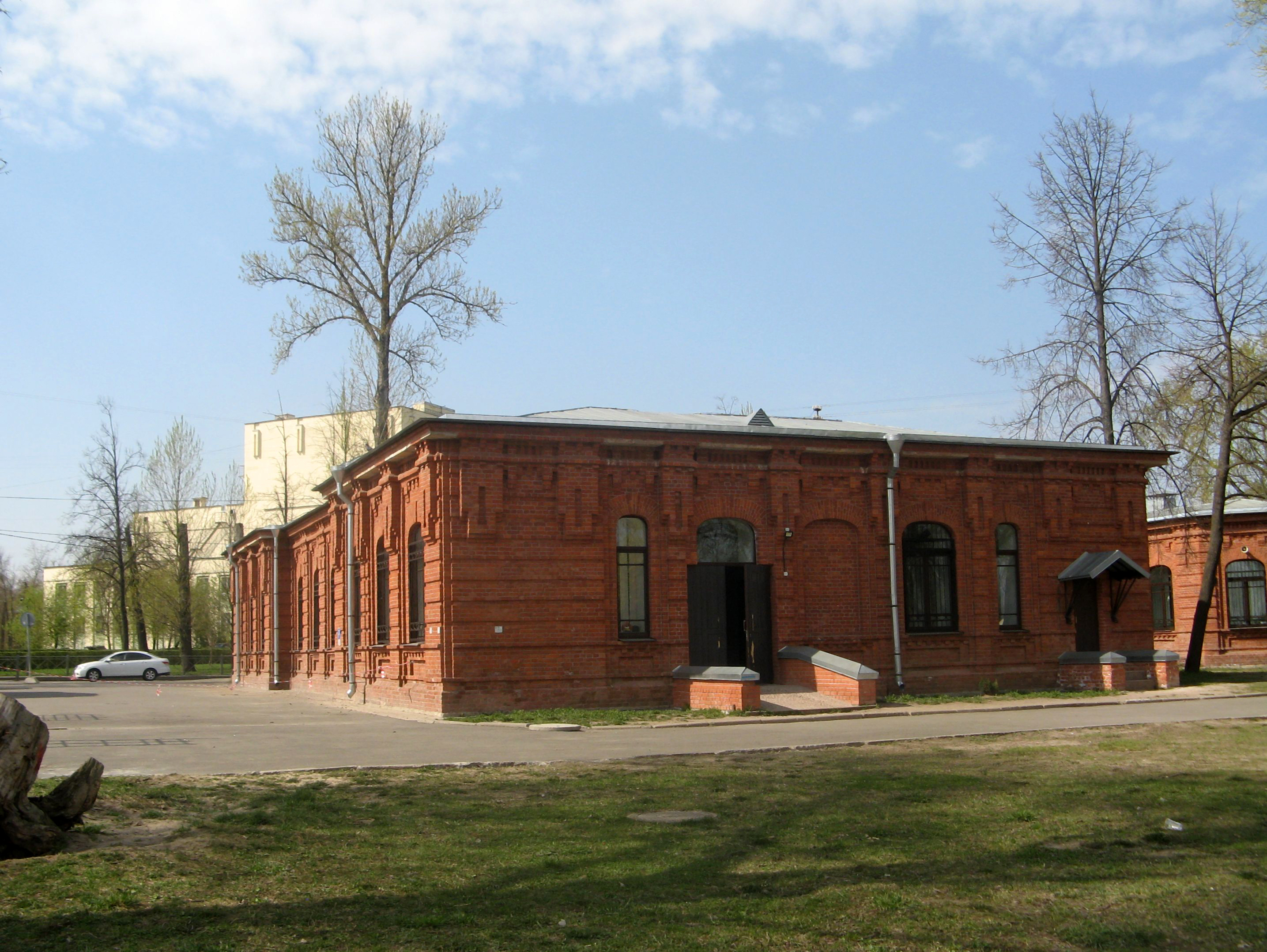
Бічний фасад
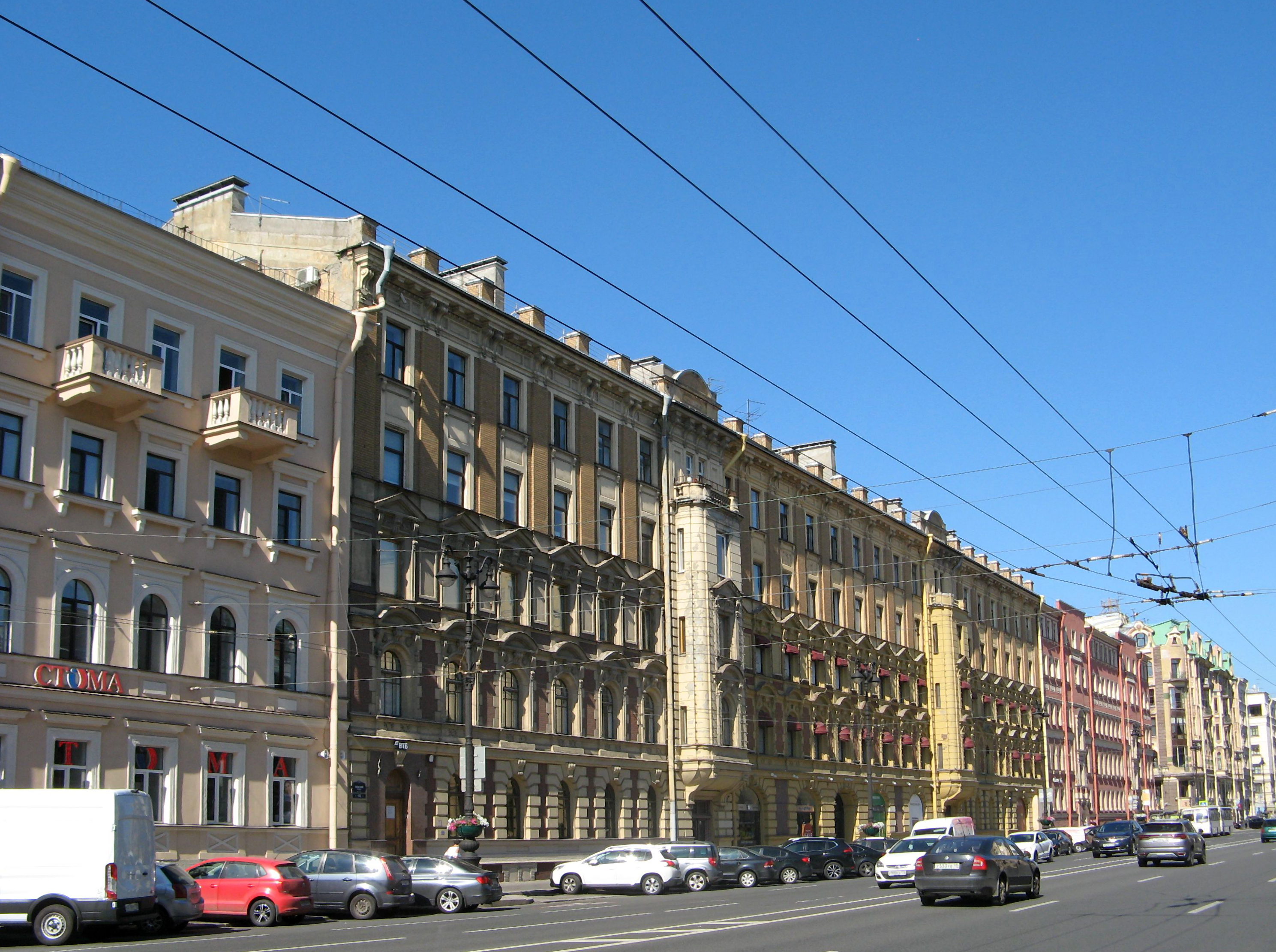
Прибутковий будинок Олександро-Невської Лаври: Невський проспект, 153, Центральний район, Санкт-Петербург
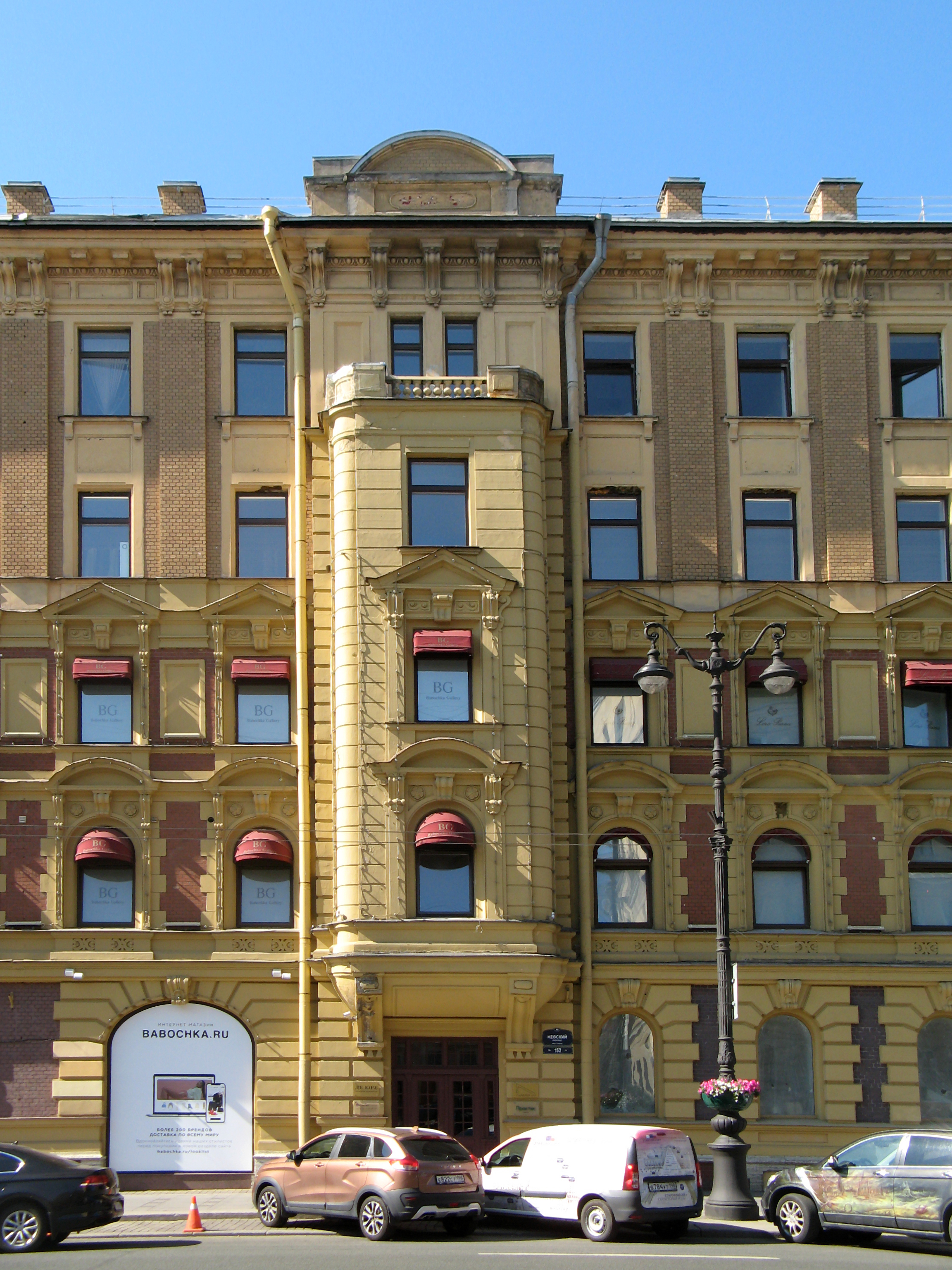
Елементи фасаду
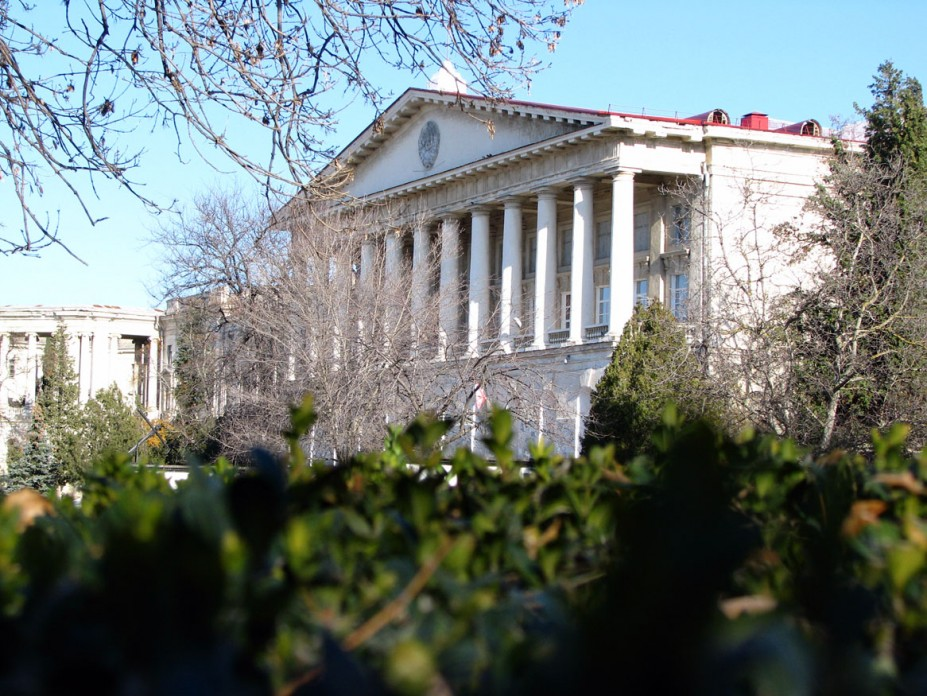
Головний корпус Севастопольського вищого військово-морського інженерного училища, вул. Курчатова, 7,Голландія, Севастополь
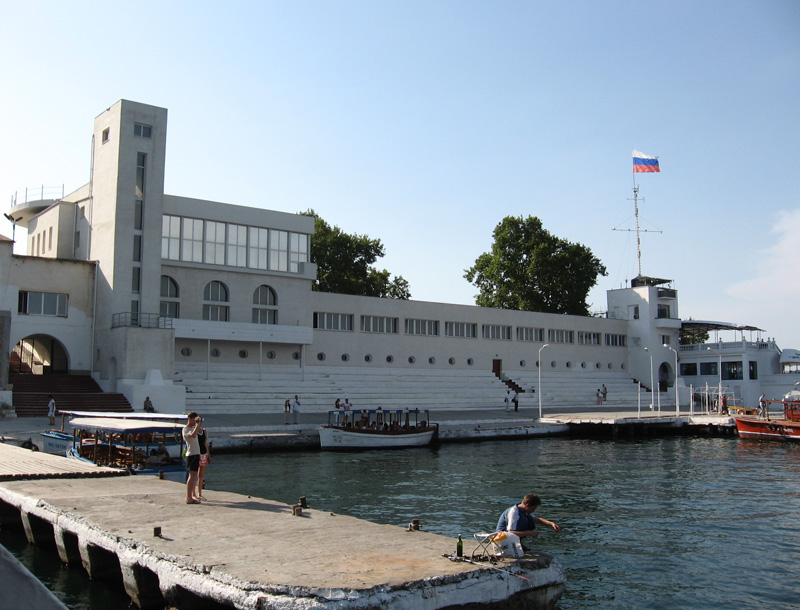
Проект М.І. Долгополова, елементи Венсан О. О. Водна станція ЧФ, Севастополь
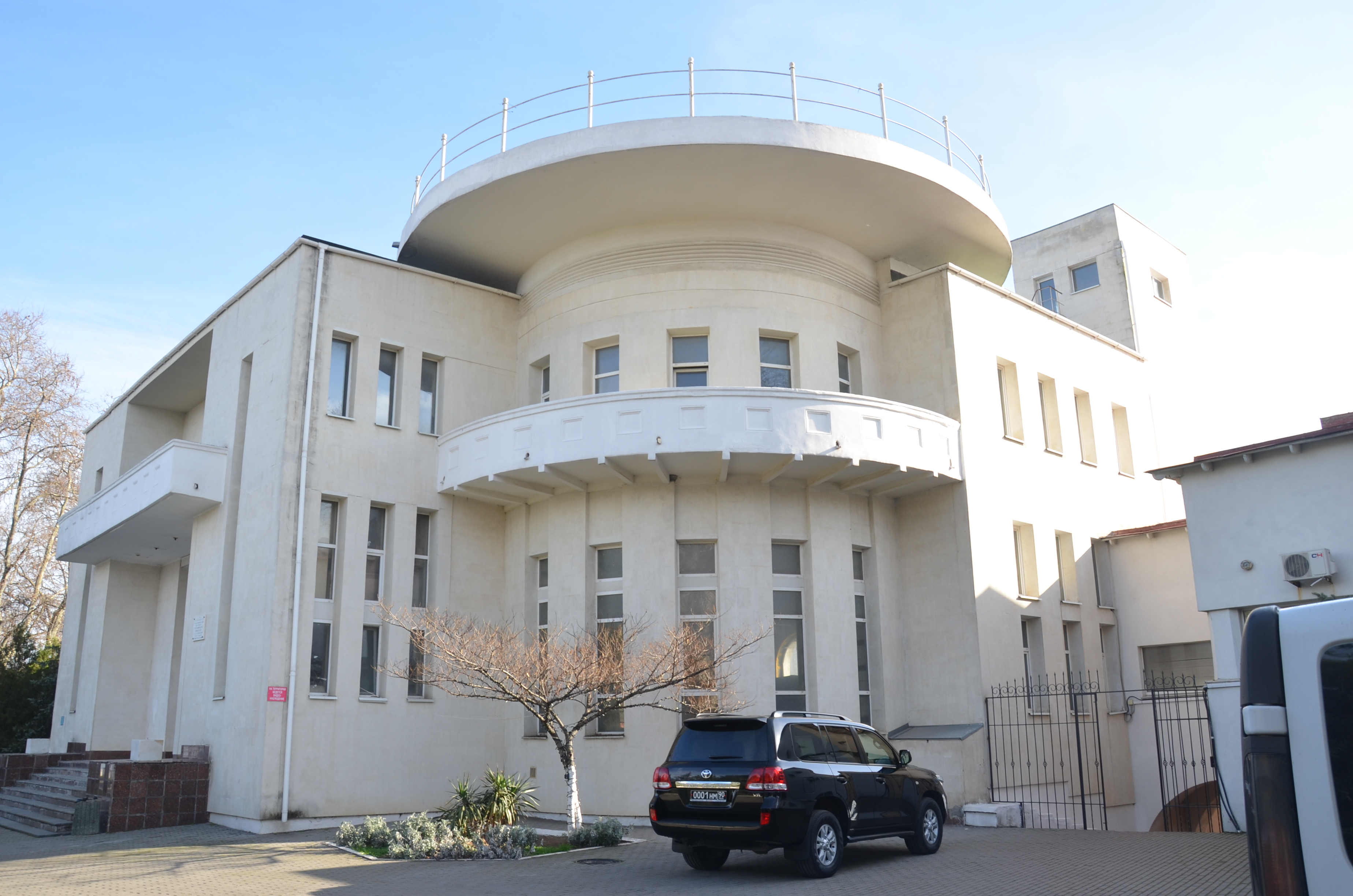
Фасад